# Élisabeth Chaud
Élisabeth Chaud, francoska alpska smučarka, * 7. december 1960, Puy-Saint-Vincent, Francija. 
Nastopila je na Olimpijskih igrah 1984, kjer je odstopila v smuku. V svetovnem pokalu je tekmovala osem sezon med letoma 1979 in 1986 ter dosegla eno zmago v veleslalomu in še tri uvrstitve na stopničke v smuku. V skupnem seštevku svetovnega pokala je bila najvišje na enajstem mestu leta 1982, leta 1983 je bila šesta v smukaškem seštevku.